# Mezőkövesd
Mezőkövesd es una ciudad en el Condado de Borsod-Abaúj-Zemplén, en el norte de Hungría. Se encuentra a 50 km (31 millas) de Miskolc y a 15 km (9 millas) de Eger.

## Historía
La zona ha estado habitada desde el período de las grandes migraciones. Es probable que el primer asentamiento húngaro se formara aquí poco después de la conquista de Hungría, pero en 1275 en un documento de la iglesia se mencionaba como un lugar desierto. Es probable que la aldea fuera destruida durante la primera invasión mongola de Hungría.
En el siglo XIII, Mezőkövesd era la ciudad más meridional perteneciente al feudo de Diósgyőr. En 1464 la ciudad obtuvo un sello y privilegios del rey Matías. Es probable que el nombre del pueblo matyó, que habitaba el pueblo y la zona, proceda de su nombre.
En 1544 la ciudad fue ocupada por los turcos otomanos. En 1552, en el año en que el castillo de Eger fue sitiado por los turcos, Mezőkövesd fue completamente destruido. Aunque fue reconstruido, después de la batalla en el pueblo cercano de Mezőkeresztes, fue destruido nuevamente en 1596 y no fue reconstruido durante casi cien años.
Hasta 1784 Mezőkövesd fue una propiedad real. En ese año la ciudad se liberó de sus obligaciones feudales. Los años siguientes trajeron prosperidad. En 1860 la línea ferroviaria llegó a la ciudad.
En 1938 se encontró una fuente termal en la finca de Lajos Zsóry. Se construyó un centro termal y ahora es uno de los principales atractivos turísticos de la localidad. En 1941, la ciudad tenía 21 000 habitantes, la población más alta jamás registrada.
Antes de la Segunda Guerra Mundial, había una comunidad judía en Mezőkövesd. En su apogeo, había 862 judíos en la comunidad, la mayoría de ellos fueron asesinados por los nazis en el Holocausto.

## Sitios turísticos
- Museo Matyó
- Museo de Agricultura
- Baños termales de Zsóry, con piscinas interiores y exteriores y piscinas medicinales. Las aguas ricas en azufre de las piscinas medicinales tienen propiedades curativas.
- Viviendas Matyó, calles con ambiente de pueblos de campo del siglo XIX - también llamado barrio de las "Hadas", que significa que la gente que vivía aquí habitaba la zona en grandes grupos familiares. En las antiguas casas de campo, los artistas folclóricos locales ofrecen una visión de lo que es ser "Matyó". Las casas dan hogar a bordadores, un pintor de muebles, un cortador de vidrio, un alfarero y para los niños: un fabricante de pan de jengibre, entre otros artesanos.

## Ciudades hermanadas
Mezőkövesd está hermanada con:
- Żory, Polonia
- Rüdesheim am Rhein, Alemania

## Galería

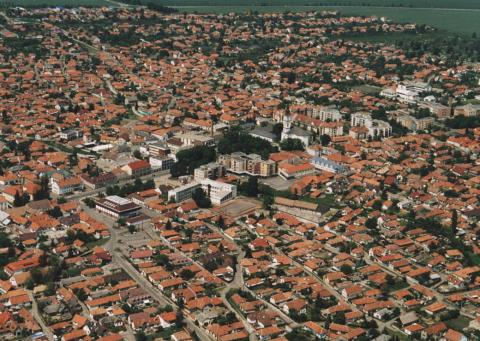
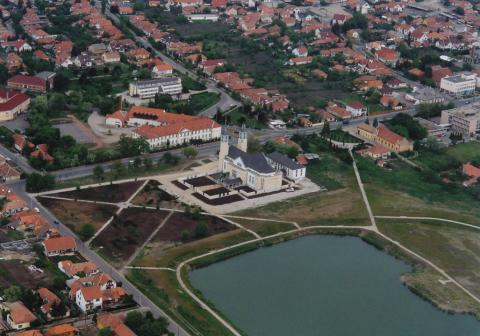
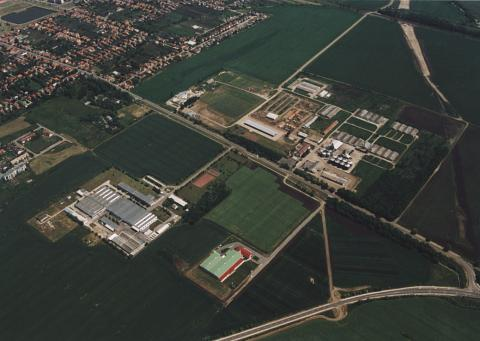
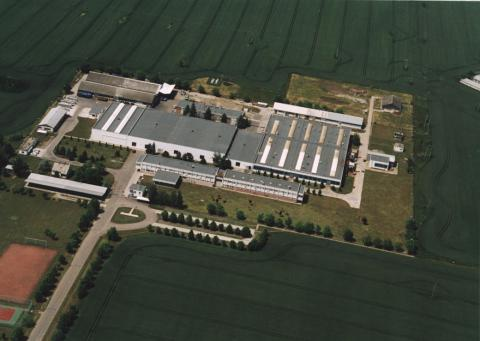

## Personajes ilustres
- Csézy (nacido en 1979), cantante
- Funktasztikus, rapero
- József Jacsó (nacido en 1962), halterófilo
- Szabolcs Zubai (nacido en 1984), jugador de balonmano